# Aposento del Nilo

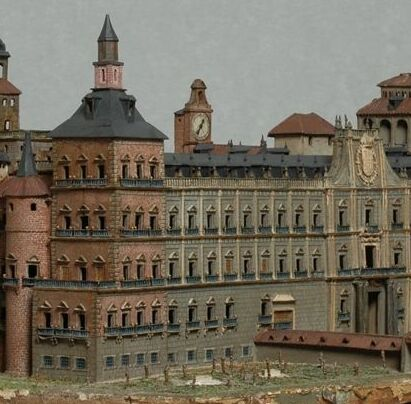
Vista del ángulo sur del Alcázar según una maqueta del Alcázar hacia 1626. Las ventanas del futuro Aposento del Nilo corresponden a las que se muestran más a la derecha del piso más bajo del Alcázar.

El Aposento del Nilo fue una estancia situada en el piso de bóvedas del desaparecido Real Alcázar de Madrid formando parte del conjunto de estancias conocidas como Bóvedas del Tiziano.

## Historia
El origen de la sala se encuentra en la restructuración del ángulo sudoeste de palacio con la construcción de la Torre Dorada y del jardín de los Emperadores por Felipe II en el tercer cuarto del siglo XVI. Desde entonces se formaron una serie bóvedas o cuartos bajos que daban al jardín de los emperadores, con orientación sur. Esta serie de cuartos, entre los que se encontraba el espacio del futuro aposento del Nilo.
Tras la construcción de la fachada principal del Alcázar en el primer cuarto del siglo XVII, la estancia tomaría su forma actual. 
Durante la década de 1650 las salas de bóvedas de esa parte del palacio sufrieron una transformación pasando a albergar una serie de pinturas de la colección de Felipe IV. Desde entonces esa serie de salas fueron conocidas como las Bóvedas del Tiziano.
El cuarto desaparecería en la Nochebuena de 1734 cuando gran parte del Alcázar se incendió.

## Descripción
La estancia se situaba en el piso más bajo (o de bóvedas) del Alcázar, en la mitad sudoeste de su crujía sur. La sala contaba con una forma de T, siendo el palo superior el  lado más largo y correspondiendo a la fachada principal.